# Tusa (Mesina)
Tusa es una localidad italiana de la provincia de Mesina, región de Sicilia, con 3.168 habitantes.

## Geografía

### Territorio
El territorio es atravesado por el torrente Tusa, que nace en las colinas del Contrasto (m.1107) que después de 30 km desemboca en el Tirreno en la fracción de Castel di Tusa.
Es la comuna más occidental a la ciudad metropolitana de Mesina.

### Clima
| Parámetros climáticos promedio de TUSA | Parámetros climáticos promedio de TUSA | Parámetros climáticos promedio de TUSA | Parámetros climáticos promedio de TUSA | Parámetros climáticos promedio de TUSA | Parámetros climáticos promedio de TUSA | Parámetros climáticos promedio de TUSA | Parámetros climáticos promedio de TUSA | Parámetros climáticos promedio de TUSA | Parámetros climáticos promedio de TUSA | Parámetros climáticos promedio de TUSA | Parámetros climáticos promedio de TUSA | Parámetros climáticos promedio de TUSA | Parámetros climáticos promedio de TUSA |
| Mes                                    | Ene.                                   | Feb.                                   | Mar.                                   | Abr.                                   | May.                                   | Jun.                                   | Jul.                                   | Ago.                                   | Sep.                                   | Oct.                                   | Nov.                                   | Dic.                                   | Anual                                  |
| -------------------------------------- | -------------------------------------- | -------------------------------------- | -------------------------------------- | -------------------------------------- | -------------------------------------- | -------------------------------------- | -------------------------------------- | -------------------------------------- | -------------------------------------- | -------------------------------------- | -------------------------------------- | -------------------------------------- | -------------------------------------- |
| Temp. máx. media (°C)                  | 10.7                                   | 11.2                                   | 12.8                                   | 15.5                                   | 20.3                                   | 24.8                                   | 27.8                                   | 28.1                                   | 24.8                                   | 19.8                                   | 15.7                                   | 12.1                                   | 18.6                                   |
| Temp. mín. media (°C)                  | 5.6                                    | 5.5                                    | 6.6                                    | 8.7                                    | 12.5                                   | 16.6                                   | 19.3                                   | 19.9                                   | 17.4                                   | 13.6                                   | 10                                     | 7.2                                    | 11.9                                   |
| Precipitación total (mm)               | 67                                     | 55                                     | 47                                     | 38                                     | 25                                     | 9                                      | 8                                      | 16                                     | 40                                     | 79                                     | 69                                     | 70                                     | 523                                    |
| Fuente: climate-data.org               |                                        |                                        |                                        |                                        |                                        |                                        |                                        |                                        |                                        |                                        |                                        |                                        |                                        |

### Evolución demográfica
| Gráfica de evolución demográfica de Tusa entre 1861 y 2001 |
|                                                            |
| Fuente ISTAT - Elaboración gráfica por parte de Wikipedia  |

## Historia
En su territorio surgió la ciudad sículo-griega de Halesa, que se desarrolló en la colina de Santa Maria delle Palate entre 403 a. C. y el siglo IX.
En las últimas décadas del siglo IX, la mayor parte de la población de Halesa habría abandonado la ciudad para trasladarse a lo que hoy es Tusa, situada en una plataforma rocosa fácilmente defendible, donde ya existía una villa.
El abandono de Halesa parece haber sido la consecuencia de un terremoto, aproximadamente en el año 856, que es el año que se considera como fecha de la fundación de la ciudad.